# Острів Клерка
О́стрів Кле́рка (рос. Остров Клерка) — невеликий острів у затоці Петра Великого Японського моря. Знаходиться за 720 м на південний захід від мису Клерка при вході до бухти Бойсмана. Адміністративно належить до Хасанського району Приморського краю Росії.

## Географія
Острів округлої форми, шириною приблизно 250 м. Береги скелясті, стрімкі. Поверхня піднята, вкрита широколистим лісом та чагарниками.

## Історія
Острів названий на честь англійського капітан-командира Чарлза Клерка, дослідника Берингового моря.